# Axiopsis consobrina
Axiopsis consobrina är en kräftdjursart som beskrevs av De Man 1905. Axiopsis consobrina ingår i släktet Axiopsis och familjen Axiidae. Inga underarter finns listade i Catalogue of Life.